# David Kross
David Kross (em alemão:  David Kroß; 4 de julho de 1990) é um ator alemão, que ficou conhecido após sua interpretação no filme americano O Leitor.

## Biografia
David Kross nasceu em Henstedt-Ulzburg, uma cidade 20 quilômetros ao norte de Hamburgo, mas cresceu em Bargteheide, onde estudou na Eckhorst High School até terminar a escola em 2007. Ele tem dois irmãos e uma irmã. Em seu tempo livre, ele jogou basquete no TSV profissional, de 2004 a 2006.
Desde o Verão de 2009, Kross estava vivendo em Londres. Lá, ele começou em setembro de 2009, um estudo de três anos atuando na London Academy of Music and Dramatic Art (LAMDA). Seu plano era aperfeiçoar suas técnicas de atuação ao mesmo tempo que melhorava seu inglês. Mas, no fim das contas, acabou desistindo no fim de 2009. Desde então, está morando em Berlin-Charlottenburg.

## Carreira
Sua carreira começou com uma pequena participação em Hilfe, ich bin ein Junge. Então, em dezembro de 2003, ele se juntou ao grupo infantil Blaues Wölkchen de um  pequeno teatro em Bargteheide. Sua primeira grande atuação teatral foi  Auftritt in Kirsten Martensens Inszenierung Von Hilfe . Depois disso, conseguiu alguns outros papéis, mas como coadjuvante, em algumas outras peças.
Em 2005, através da filha Bernadette, Detlev Buck ouviu falar de David, o qual participou dos testes para Knallhart e Buck o chamou para ser o protagonista. Kross interpretou um garoto de 15 anos, Michael Polischka, que se muda com sua mãe de um bairro rico de Berlim para um gueto afastado da cidade, onde há muitos imigrantes turcos ilegais. Com esse filme ele não só ganhou elogios na Berlinale em 2006, mas foi também o ganhador do prêmio de Melhor Ator em Nuremberg, no 11º Filmfestival Deutschland/Tuerkei.
Em 2006, ele tinha em mãos, mais uma vez com Detlev Buck, Hände weg von Mississippi, interpretando um aprendiz de padeiro. No Outono do mesmo ano, começou a filmar, na Romênia, um novo filme de Marco Kreuzpaintner, Krabat. Nesta versão cinematográfica do livro juvenil de Otfried Preußler, Kross é o protagonista, sendo Krabat, um dos aprendizes de magia, juntamente com Christian Redl, Daniel Brühl e Robert Stadlober. O filme foi lançado em 19 de Setembro de 2007 nos festivais de filmes e, em outubro de 2008, nos cinemas.
Em setembro de 2007, começou a filmagem de O Leitor, em Berlim, Colônia e Görlitz. Na adaptação de Stephen Daldry do best-seller de Bernhard Schlink, David está novamente no papel principal, ao lado de Kate Winslet, Ralph Fiennes e Bruno Ganz. Apesar da maioria dos atores do filme serem veteranos muito conhecidos, David, com apenas 17 anos, era relativamente desconhecido, com conhecimento limitado de inglês. Ele teve que aprender a língua para estar apto a atuar nesse filme de língua inglesa. A estréia mundial ocorreu em 3 de Dezembro de 2008 em New York, no teatro Ziegfeld. O filme foi exibido em 2009 na Berlinale, mas sem participar de nenhuma competição. Em Maio do mesmo ano, Kross foi homenageado por sua atuação em O Leitor no 62º Festival de Cannes, ganhando o Troféu Chopard. Meses depois, ele foi nomeado para o European Film Award como Melhor Ator e ganhou.
Seu trabalho seguinte foi em Same Same But Different, com Detlev Buck como diretor. O roteiro segue um artigo autobiográfico de Benjamin Prüfer. Foi filmado no Camboja e  lançado em 21 de janeiro de 2010. Em julho de 2010, foi anunciado que Kross conseguiu um papel no novo projeto de Steven Spielberg, War Horse. as filmagens começaram em agosto de, 2010, em Dartmoor, Devon, Reino Unido. Kross também participa de Das Blaue vom Himmel, que teve sua estréia em 2011.

## Filmografia
| Ano  | Filme                     | Título no Brasil      | Título em Portugal              | Personagem                  | Notas                                                         |
| ---- | ------------------------- | --------------------- | ------------------------------- | --------------------------- | ------------------------------------------------------------- |
| 2002 | Hilfe, ich bin ein Junge  |                       |                                 | Paddy                       |                                                               |
| 2003 | Adam & Eva                |                       |                                 | Adams Sohn                  | Filme austríaco                                               |
| 2006 | Knallhart                 |                       |                                 | Michael Polischka           |                                                               |
| 2007 | Hände weg von Mississippi |                       | Deixem em paz a Mississippi     | Bäckerlehrling Bröckel      |                                                               |
| 2008 | Krabat                    | Prisioneiros da Magia | Krabat - Aprendiz de Feiticeiro | Krabat                      | Adaptado do romance alemão Krabat, de Otfried Preußler.       |
| 2008 | The Reader                | O Leitor              | O Leitor                        | Michael Berg (15 e 22 anos) | Adaptado do romance alemão Der Vorleser, de Bernhard Schlink. |
| 2009 | Same Same But Different   |                       |                                 | Ben                         |                                                               |
| 2011 | Das Blaue vom Himmel      |                       |                                 | Jovem Osvalds Kalnins       |                                                               |
| 2011 | Rio                       | Rio                   | Rio                             | Versão alemã                |                                                               |
| 2011 | War Horse                 | Cavalo de Guerra      | Cavalo de Guerra                | Gunther                     |                                                               |
| 2012 | Into the White            | Entre Inimigos        |                                 | Josef Tilbrakte             |                                                               |
| 2012 | Die Vermessung der Welt   |                       |                                 |                             |                                                               |
| 2013 | Michael Kohlhaas          |                       |                                 |                             |                                                               |

- Em 2003, David fez uma participação especial na série alemã Alphateam.

## Prêmios

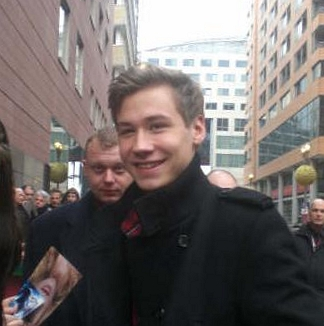
Kross em 2008.

### Ganhador
- 2009 Shooting Stars Award, no Festival internacional de filmes de Berlin, premiação anual de atuação para atores em ascensão da European Film Promotion.
- Sierra Award em 2009 de Las Vegas Film Critics Society, prêmio de 'mais novo num filme' por seu papel em O Leitor.
- No 11º Filmfestival Deutschland/Tuerkei em Nuremberg, David ganhou seu primeiro prêmio como 'ator protagonista' pelo seu desempenho em Knallhart.

### Nomeado
- Nomeado a "melhor performance de jovem" no Broadcast Film Critics Association Awards 2008 pelo seu papel como Michael Berg em O Leitor.
- Nomeado a "maior ator promissor" no Chicago Film Critics Association Awards 2008 pela sua performance como Michael Berg em O Leitor.